# محمد ندياي
محمد مصطفى نداي،لاعب كرة قدم سنغالي لعب سابقاً في نادي الريان السعودي ونادي عفيف.

## روابط خارجية
- محمد ندياي على موقع قاعدة بيانات كرة القدم.إي يو (الإنجليزية)
- محمد ندياي على موقع Soccerway.com (الإنجليزية)